# Gümüşhane
Gümüşhane (en griego: Αργυρούπολις) es una ciudad y distrito situado al noreste de Turquía, capital de la provincia de Gümüşhane. El distrito, con una superficie de 1789 km², cuenta con una población de 44 888 habitantes (2012). La ciudad descansa a lo largo del río Harsit, a una altitud de 1227 m s. n. m., a 65 km al suroeste de Trebisonda.

## Etimología

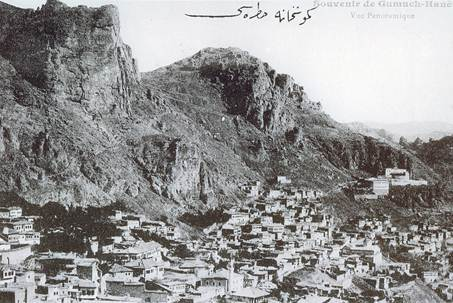
Vista de la ciudad tal como aparecía en 1910 en una postal.

Literalmente, el nombre significa "ciudad de plata", debido a las minas de plata (en turco: gümüş) que hay cerca de la ciudad. Se trata de una traducción literal del nombre griego de la ciudad, Argirópolis. Se trata de un ejemplo similar al de Argentina, Argenteuil y Srebrenica.

## Clima
De acuerdo con los datos de la tabla a continuación y a los criterios de la clasificación climática de Köppen modificada el clima de Gümüşhane es continental de verano seco de tipo Dsb.
| Parámetros climáticos promedio de Gümüşhane (1970-2011)        | Parámetros climáticos promedio de Gümüşhane (1970-2011) | Parámetros climáticos promedio de Gümüşhane (1970-2011) | Parámetros climáticos promedio de Gümüşhane (1970-2011) | Parámetros climáticos promedio de Gümüşhane (1970-2011) | Parámetros climáticos promedio de Gümüşhane (1970-2011) | Parámetros climáticos promedio de Gümüşhane (1970-2011) | Parámetros climáticos promedio de Gümüşhane (1970-2011) | Parámetros climáticos promedio de Gümüşhane (1970-2011) | Parámetros climáticos promedio de Gümüşhane (1970-2011) | Parámetros climáticos promedio de Gümüşhane (1970-2011) | Parámetros climáticos promedio de Gümüşhane (1970-2011) | Parámetros climáticos promedio de Gümüşhane (1970-2011) | Parámetros climáticos promedio de Gümüşhane (1970-2011) |
| Mes                                                            | Ene.                                                    | Feb.                                                    | Mar.                                                    | Abr.                                                    | May.                                                    | Jun.                                                    | Jul.                                                    | Ago.                                                    | Sep.                                                    | Oct.                                                    | Nov.                                                    | Dic.                                                    | Anual                                                   |
| -------------------------------------------------------------- | ------------------------------------------------------- | ------------------------------------------------------- | ------------------------------------------------------- | ------------------------------------------------------- | ------------------------------------------------------- | ------------------------------------------------------- | ------------------------------------------------------- | ------------------------------------------------------- | ------------------------------------------------------- | ------------------------------------------------------- | ------------------------------------------------------- | ------------------------------------------------------- | ------------------------------------------------------- |
| Temp. máx. abs. (°C)                                           | 14.8                                                    | 18.0                                                    | 24.0                                                    | 29.0                                                    | 32.0                                                    | 36.2                                                    | 41.0                                                    | 40.0                                                    | 37.0                                                    | 32.0                                                    | 22.1                                                    | 19.2                                                    | 41.0                                                    |
| Temp. máx. media (°C)                                          | 2.6                                                     | 4.7                                                     | 9.6                                                     | 16.0                                                    | 20.7                                                    | 24.6                                                    | 28.2                                                    | 28.5                                                    | 25.2                                                    | 18.7                                                    | 10.1                                                    | 4.4                                                     | 16.1                                                    |
| Temp. media (°C)                                               | -1.9                                                    | -0.6                                                    | 3.7                                                     | 9.4                                                     | 13.5                                                    | 17.1                                                    | 20.2                                                    | 20.1                                                    | 16.6                                                    | 11.4                                                    | 4.8                                                     | 0.3                                                     | 9.6                                                     |
| Temp. mín. media (°C)                                          | -6.0                                                    | -5.3                                                    | -1.4                                                    | 3.7                                                     | 7.3                                                     | 10.5                                                    | 13.7                                                    | 13.5                                                    | 9.9                                                     | 5.8                                                     | 0.5                                                     | -3.4                                                    | 4.1                                                     |
| Temp. mín. abs. (°C)                                           | -23.6                                                   | -25.7                                                   | -22.6                                                   | -11.0                                                   | -2.8                                                    | 1.8                                                     | 4.5                                                     | 4.9                                                     | -1.0                                                    | -4.8                                                    | -15.0                                                   | -21.0                                                   | -25.7                                                   |
| Precipitación total (mm)                                       | 33.7                                                    | 32.9                                                    | 41.4                                                    | 62.3                                                    | 67.4                                                    | 46.0                                                    | 11.9                                                    | 13.5                                                    | 21.5                                                    | 47.0                                                    | 44.3                                                    | 39.2                                                    | 461.1                                                   |
| Días de precipitaciones (≥ )                                   | 11.3                                                    | 11.3                                                    | 12.9                                                    | 14.4                                                    | 15.9                                                    | 10.8                                                    | 4.3                                                     | 3.7                                                     | 5.6                                                     | 9.6                                                     | 10.3                                                    | 11.8                                                    | 121.9                                                   |
| Horas de sol                                                   | 37.2                                                    | 96.1                                                    | 155.0                                                   | 180.0                                                   | 226.3                                                   | 273.0                                                   | 313.1                                                   | 294.5                                                   | 240.0                                                   | 164.3                                                   | 63.0                                                    | 15.5                                                    | 2058                                                    |
| Fuente: Devlet Meteoroloji İşleri Genel Müdürlüğü (1970-2011). |                                                         |                                                         |                                                         |                                                         |                                                         |                                                         |                                                         |                                                         |                                                         |                                                         |                                                         |                                                         |                                                         |

## Historia
La ciudad fue fundada hacia el año 700 a. C. por comerciantes griegos jonios que llegaron desde Trapezus y que descubrieron plata en la región. Al asentamiento lo llamaron Thyra o "puerta" en griego antiguo. Las minas de plata fueron nombradas por Marco Polo y el viajero norteafricano medieval Ibn Battuta.
Cuando las minas se agotaron, Gümüşhane pasó a producir fruta (especialmente, manzanas y peras). Su ubicación, entre el puerto de Trebisonda y el oeste de Irán contribuyó a su prosperidad. Sin embargo, la ocupación rusa durante la I Guerra Mundial (20 de julio de 1916-15 de febrero de 1918) convirtió la mitad del casco antiguo en ruinas; la ciudad nueva, construida posteriormente, es el actual centro comercial y administrativo. Existen edificios históricos relevantes, como castillos en ruinas, hammams, mezquitas y algunas iglesias bizantinas. En 1911, la población era de alrededor de 3000, sobre todo griegos que habían emigrado para trabajar en las minas y que generaban casi todo el trabajo en minería de plomo y plata de la Turquía asiática. El obispo griego de Gümüşhane tuvo bajo su jurisdicción a todas las comunidades relacionadas con este tipo de minas". Algunos de los griegos que fueron expulsados durante el intercambio de población entre Grecia y Turquía en 1923 se instalaron cerca de Atenas, en un barrio al que llamaron Argyroupoli.